# Raphiophora gollnerae
Raphiophora gollnerae är en insektsart som beskrevs av Synave 1971. Raphiophora gollnerae ingår i släktet Raphiophora och familjen Dictyopharidae. Inga underarter finns listade i Catalogue of Life.